# Jean Gimpel
Jean Gimpel (10 d'octubre de 1918 - 15 de juny de 1996, Londres amb 77 anys) fou un historiador medievalista i un assagista francès.
La seva obra se centrà, d'una manera preferent, entorn de l'estudi de les tecnologies i del progrés i la regressió de les civilitzacions.
Amb Lynn White Jr., va ésser el cofundador, l'any 1984, de l’Association Villard de Honnecourt for the interdisciplinary study of medieval science, technology and art (Avista) a Kalamazoo (Michigan). Els treballs de Jean Gimpel van ésser una aportació amb vista a una rehabilitació de l'edat mitjana.